# とろろの脳髄伝説
『とろろの脳髄伝説』（とろろののうずいでんせつ）は、筋肉少女帯のインディーズ時代のアルバム。ただしLP盤ではなくコンパクトLP盤である。型番はNG-017。

## 解説
ナゴムレコードより発売された筋肉少女帯インディーズ時代のファーストアルバムである（ただし、これ以前にも同レーベルの『あつまり ナゴムオムニバス』に参加しており「オレンヂペニス」「肉の王者」「釈迦」の3曲を録音、これが初音源となる）。
顔を白塗りにし、全身に包帯を巻いて歌うボーカルの大槻ケンヂ（当時：おーつきモヨコ）の写真がジャケット。バンドの第12期メンバーにより製作され、翌年正規メンバーとなる三柴江戸蔵がサポートとして参加している。

## 収録曲
1. 釈迦〜とろろの脳髄
（作詞：おーつきモヨコ / 作曲：モヨコ, ユウ）
マリンコーニアからアキとケイコがコーラスとして参加[1]。
2. マタンゴ
（作詞：おーつきモヨコ / 作曲：筋肉少女帯）
3. いくぢなし
（作詞：おーつきモヨコ / 作曲：DOTECHINS & 筋肉少女帯）
4. ララミー
（作詞：おーつきモヨコ / 作曲：モヨコ, ユウ）
有頂天からケラとじん、マリンコーニアからアキとケイコ、劇団健康からいぬ子がコーラスとして参加[1]。

## 演奏者
- おーつきモヨコ（大槻ケンヂ） - ボーカル
- ゆう（内田雄一郎） - ベース
- みのすけ - ドラムス
- べら （石塚BERA伯広）- ギター
- 江戸蔵（三柴江戸蔵）- ピアノ（ゲスト）